# Freakyforms ¡Tus creaciones cobran vida!
Freakyforms ¡Tus creaciones cobran vida!, conocido en Japón como Ikimono Zukuri: Crea-toy (いきものづくり クリエイトーイ Ikimono Zukuri: Kurieitōi?, lit. "Haciendo criaturas: juguetes creativos") es un videojuego desarrollado por Asobism y publicado por Nintendo para la consola portátil Nintendo 3DS. Disponible exclusivamente a través de la tienda en línea Nintendo eShop, Freakyforms permite a los jugadores crear sus propios personajes, llamados "formines", para usarlos en el juego.

## Modo de juego
En Freakyforms, los jugadores primero deben crear un personaje en la pantalla, conocido como "formín". Los "formines" se crean utilizando varias partes / formas, las cuales el jugador puede colocar donde quiera. Después de que el personaje se ha completado, los jugadores usan la pantalla táctil para recorrer con el personaje el mundo del juego. A medida que el jugador va explorando, se le pide completar ciertas tareas asignadas dentro de un plazo determinado, como recopilar una serie de elementos o ayudar a otros personajes. Cuando avanzas en el juego, se desbloquean una serie de características adicionales, como el uso de la realidad aumentada para hacer fotos de tus formines en el mundo real. Los usuarios pueden compartir su contenido de Freakyforms utilizando las funciones de la Nintendo 3DS, como el StreetPass o mediante la creación de códigos QR que pueden ser escaneados utilizando las cámaras exteriores del sistema.

## Freakyforms Deluxe ¡Tus creaciones cobran vida!
Una versión mejorada del juego titulada Freakyforms Deluxe ¡Tus creaciones cobran vida! fue puesta a la venta al por menor en Europa el 28 de julio de 2012 y  en Norteamérica el 5 de noviembre de 2012. Esta nueva versión añade nuevas características como el modo multijugador, donde los jugadores pueden hacer "formines" juntos, y la posibilidad de explorar mazmorras y luchar contra otros "formines". El juego fue lanzado además como descarga digital en la tienda en línea Nintendo eShop en Europa el 17 de agosto y el 5 de noviembre de 2012 en América, mientras que el juego original de Freakyforms fue retirado el día anterior. El juego también fue lanzado en Japón el 10 de abril de 2013, aunque solo a través de Nintendo eShop, bajo el nombre Oomori! Ikimono Zukuri: Creatoy (大盛り！ いきものづくり クリエイトーイ Oomori! Ikimono Zukuri: Kurieitōi?).

## Recepción
Freakyforms ¡Tus creaciones cobran vida! ha recibido críticas mixtas. Lucas M. Thomas de IGN dijo que si bien el sistema de creación  del juego están "bastante bien hecho", "la colección de ideas desesperadas hacen que realmente no siempre me vea ante un juego cohesivo". En el análisis del juego de Nintendo Life, Thomas Whitehead dijo que Freakyforms era "un título que puede dar horas de placer infantil", aunque "los repetitivos segmentos de exploración y los problemas de control son negativos para cualquier persona".